# Friteuză cu aer cald

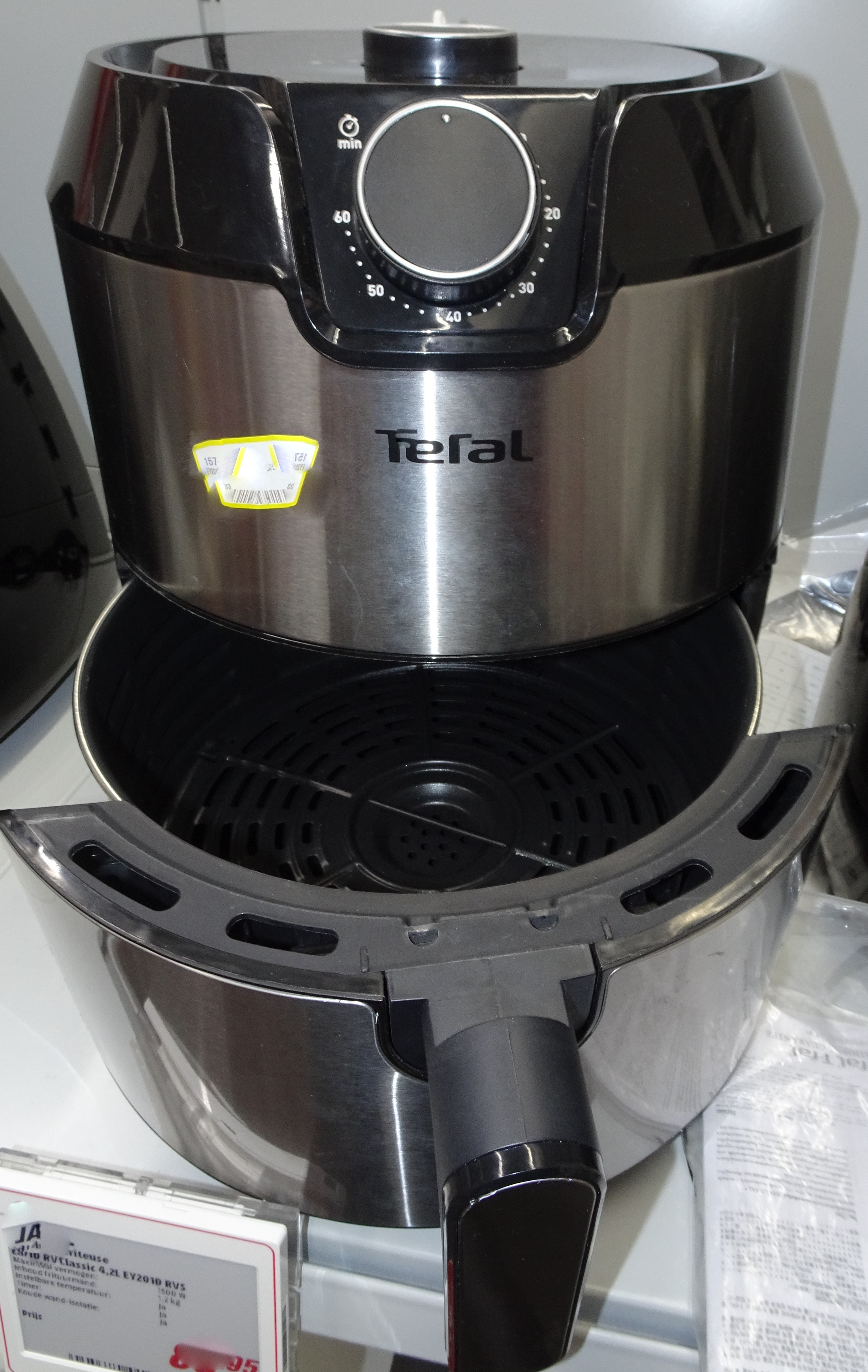
O friteuză cu aer cald.

O friteuză cu aer cald (în engleză Air fryer) este un mic cuptor de uz casnic, cu convecție, destinat să producă prăjirea, fără scufundarea alimentelor în ulei. Un ventilator propulsează aerul fierbinte la viteză mare, producând un strat crocant prin reacții de rumenire, cum ar fi reacția Maillard.
Utilizarea uleiului, în cantități foarte mici, stă la baza marketingului său ca mod mai sănătos de a găti.

## Istoric
Cuptoarele cu convecție sunt utilizate pe scară largă din 1945.
În 2006, Grupul SEB a introdus pe piața franceză prima friteuză cu aer cald din lume, sub marca de cuptoare cu convecție Actifry.
În 2010, Philips a introdus marca Air fryer de cuptoare cu convecție la târgul de electronice de consum IFA Berlin. Până în 2018, termenul „air fryer” a început să fie utilizat generic.
În Statele Unite, cuptoarele cu convecție au cunoscut o creștere a popularității la sfârșitul anilor 2010 și începutul anilor 2020, 36% din gospodăriile din SUA având unul în 2020 și aproximativ 60% din gospodăriile din SUA având unul în 2023. Producătorii de alimente au reacționat adăugând instrucțiuni de prăjire cu aer pe o serie de produse, iar pe piață au apărut și produse prefripte cu aer.